# Joaquín Blengio
Joaquín Blengio y Molina (San Francisco de Campeche, Campeche, 16 de noviembre de 1834 -San Francisco de Campeche, Campeche, 23 de abril de 1901) fue un médico, periodista, poeta y académico mexicano.

## Semblanza biográfica
Realizó sus primeros estudios en su ciudad natal, viajó a París en donde estudió medicina obteniendo un doctorado en 1862. Ejerció su profesión durante casi cuarenta años. Como articulista colaboró para periódicos y revistas de Mérida, San Francisco de Campeche y de la Ciudad de México. 
Su obra poética se especializó en el soneto, escribió más de un centenar de ellos. Por tal motivo, fue reconocido y elegido como miembro correspondiente de la Academia Mexicana de la Lengua. Fue catedrático y director del Instituto Literario de Campeche, ejerció algunos cargos públicos en su estado natal, en el cual murió el 23 de abril de 1901.